# Кер, Георгий Яковлевич
Георг-Якоб (Георгий Яковлевич) Кер (Kehr) (27 июля 1692, Шлойзинген — 5 мая 1740, Петербург) — немецкий востоковед, работал в России.
Обучался в Галльском университете. В 1722 году защитил магистерскую диссертацию в Лейпцигском университете. Специалист по арабскому, персидскому и турецкому языкам.
Приглашён на работу в Россию по инициативе вице-канцлера А. И. Остермана русским послом в Берлине М. П. Бестужевым-Рюминым. В январе 1732 года он прибыл в Петербург, в марте с ним подписан контракт о работе переводчиком в Коллегии иностранных дел. В контракт были включены и обязательства по обучению местных специалистов. В июне 1732 года в Петербург были переведены шесть учеников из Московской Славяно-греко-латинской академии, но учёба шла плохо и в 1737 году была прекращена.
Переводил дипломатические документы. Переводы восточных авторов предоставлял в Академию наук. Составил несколько трактатов по историческим и юридическим вопросам, которые хранятся а Архиве иностранных дел. Собрал коллекцию из 137 алфавитов. Принимал участие в картографических работах.
В 1735 г. приглашен в Академию наук для разбора, описания и составления каталога 4000 древних «татарских» монет из коллекции Кунсткамеры. Материалы к каталогу хранятся в РГАДА, переводы и другие бумаги ориенталиста — в Архиве востоковедов Институте восточных рукописей РАН (фонд 26). Нумизматические рукописи изучались и публиковались А. В. Пачкаловым.